# Géfyra (Thessalonique)
Géfyra (grec moderne : Γέφυρα) est une localité située dans le dème de Chalkidóna, dans le district régional de Thessalonique, dans la periphérie de Macédoine-Centrale, en Grèce.
Selon le recensement de 2011, elle compte 3 059 habitants.